# Be Here
Be Here — четвёртый сольный альбом австралийского исполнителя кантри-музыки Кита Урбана, выпущенный в 2004 году.
С альбома вышло три сингла занявших первое место в чартах Hot Country Songs: «Days Go By», «Making Memories Of Us» и «Better Life», а также 2 хита «You’re My Better Half» и «Tonight I Wanna Cry»; «Live To Love Another Day» также достигал максимума 48 раз в чартах страны без опубликования на радио.
Композиция «Making Memories Of Us», написанная Родни Кроуэллом, первоначально была записана Трейси Бердом (Tracy Byrd) в своем альбоме 2003 года «The Truth About Men». Также она была записана Кроуэллом самостоятельно в 2004 году вместе со своей группой «The Notorious Cherry Bombs» в одноименном альбоме.
Девять песен альбома были написаны самим Китом. Альбому было присвоено 3 Платиновых сертификата от компании RIAA, а также он остается самым продаваемым альбомом Кита на сегодняшний день с объёмом продаж 3639000 копий в Соединенных Штатах по состоянию на июль 2009 г. Он также достиг восьмого места в чарте среди Канадских альбомов, первого места по версии журнала Billboard в чарте Hot Country Albums и 3 места в хит-параде журнала Billboard 200.

## Обложки
Первое издание альбома выпускалось с монохромной обложкой, на которой был изображён Кит сидящий за рулем автомобиля. Позже появились выпуски альбомов в цветной обложке с фотографией Кита Урбана, облокотившегося на стол.

## Список композиций
1. «Days Go By» (Keith Urban, Monty Powell) — 3:44
2. «Better Life» (Urban, Richard Marx) — 4:43
3. «Making Memories of Us» (Rodney Crowell) — 4:11
4. «God’s Been Good to Me» (Urban) — 3:38
5. «The Hard Way» (Rivers Rutherford, Gordie Sampson) — 4:37
6. «You’re My Better Half» (Urban, John Shanks) — 4:12
7. «I Could Fly» (Urban, Shanks) — 5:19
8. «Tonight I Wanna Cry» (Urban, Powell) — 5:12
9. «She’s Gotta Be» (Urban, Powell) — 4:52
10. «Nobody Drinks Alone» (Matraca Berg, Jim Collins) — 5:21
11. «Country Comfort» (Elton John, Bernie Taupin) — 4:23
12. «Live to Love Another Day» (Urban, Darrell Brown) — 3:29
13. «These Are the Days» (Urban, Powell) — 2:49
14. «You (Or Somebody Like You)» (Sampson, Blair Daly, Troy Verges) — 4:51
  - Бонус-трек доступен только в австралийском релизе